# توسمولين
توسمولين ، مدينة وبلدية تابعة إقليميا إلى دائرة بوقطب ولاية البيض الجزائرية.

## الموقع الجغرافي
يحد توسمولين كل من:
- شمالا: بلدية بوقطب
- جنوبا: بلدية المحرة
- شرقا: بلدية كاف لحمر
- غربا: ولاية النعامة

## الفلاحة
تعتمد في اقتصادها على الزراعة وتربية المواشي بصورة كاملة حيث تشتمل زراعيا على سهول الفرعة والقريعة والضايات الحمر التي توفر الاكتفاء الذاتي للمنطقة ويوجه الفائض لدوائر المجاورة مثل : المشرية و البيض. أما رعويا، فتملك ثروة حيوانية ضخمة تزيد عن 500 ألف رأس ماشية وأبقار و ماعز.

## الصناعة
تتطلع البلدية حاليا لإنجاز طريق يربطها بمركز الولاية يخفف الضغط عن الطرقات الوطنية. كما تتطلع لإنجاز مشروع السكة الحديدية الرابط ما بين مدن المشرية و البيض و الأغواط. المشروع لا يزال قيد الدراسة حيث يمر هذا المشروع على مقر البلدية الذي سيشكل لا محالة متنفسا جديدا لدى سكان المنطقة والتنمية الاقتصادية ككل.

## وصلات أخرى

### وصلات داخلية
- دائرة بوقطب
- ولاية البيض

### وصلات خارجية
- إذاعة البيض الجهوية نسخة محفوظة 27 ديسمبر 2012 على موقع واي باك مشين.: الموقع الرسمي.
- الموقع الرسمي لولاية البيض.
- متوسطة ابن خلدون (البيض).
- منتدى توسمولين (البيض).